# تأثير ماغنوس

تأثير ماغنوس

ظاهرة تأثير ماغنوس هي ظاهرة فيزيائية اكتشفها عالم الفيزياء الألماني غوستاف ماغنوس في عام 1852، وهي تفسر حركة انحراف كرة القدم قوسيًا، أو انحراف كرة التنس عندما تُضرب بصورة خلفية، والكثير من التطبيقات، منها الأسطوانات الدوارة الموجودة في بعض السفن والتي تعطي دفع إضافي لرفَّاص السفينة، وأيضاً الأسطوانات الدوارة الموجودة في بعض طائرات الأبحاث التي تطير اعتماداً على دوران هذه الأسطوانات دورانًا خلفيًا معاكسًا.
ومثال ذللك عند رمي كرة سلة من على ارتفاع كبير، ستسقط الكرة بفعل الجاذبية وبتعجيل أرضي للأسفل، وإذا رُميّت الكرة مرة أخرى ولكن هذه المرة بتدوير الكرة خلفيًا ستسقط الكرة ولكنها ستتحرك أفقيًا على طول نزولها للأسفل لتسقط بمكان بعيد غير مكانها التي سقطت منه في المرة الأولى، وهو ما يُعرف بتأثير ماغنوس.
وتُفسر هذه الظاهرة بأنه أثناء حركة الكرة أو الأسطوانة حركة خلفية، فإن الهواء فوق وجه الكرة الأمامي الذي يدور يكون دورانه باتجاه دوران الهواء المصاحب لها، أما الهواء على الوجه الخارجي الآخر للكرة يكون بعكس الاتجاه، ما يسبب أن محصلة القوى على الكرة يكون مختلفاً (مبدأ برنولي) فيحسب للقوة الخلفية فيعمل ذلك على سحب الكرة بعيداً.